# Symbellia quadrata
Symbellia quadrata är en insektsart som beskrevs av Marius Descamps 1964. Symbellia quadrata ingår i släktet Symbellia och familjen Euschmidtiidae. Inga underarter finns listade i Catalogue of Life.